# Gul Panag

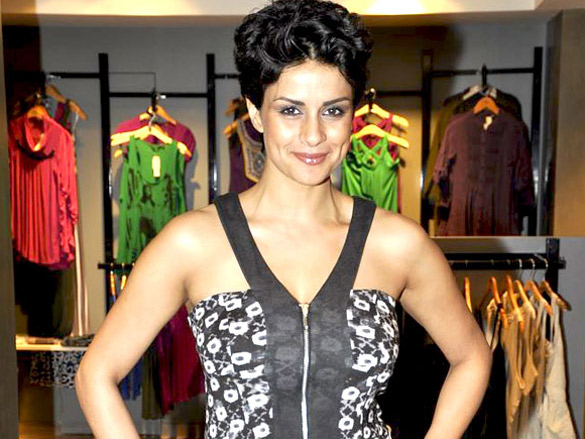
Gul Panag

Gul Panag (Hindi गुल पनाग, eigentlich Gulkirat Kaur Panag गुलकीरत कौर पनाग; * 3. Januar 1979 in Chandigarh) ist eine indische Schauspielerin, Schönheitskönigin und Synchronsprecherin.

## Leben
Sie studierte Mathematik und Politikwissenschaften an verschiedenen indischen Universitäten. 1999 wurde sie zur Miss India gewählt.
Gul Panag engagiert sich zudem für die Hilfe von Vergewaltigungsopfern.

## Filmografie (Auswahl)
- 2003: Dhoop
- 2005: Jurm
- 2006: Dor – Liebe deinen Nächsten (Dor)
- 2007: Summer
- 2007: Manorama Six Feet Under
- 2008: Hello
- 2009: Fatso!
- 2009: Anubhav: An Actor’s Tale
- 2009: Straight
- 2010: Hello Darling
- 2010: Rann
- 2011: Turning 30!!!
- 2022: The Ghost
- 2022: Good Bad Girl (Serie)